# Badminton bei den Mittelmeerspielen 2013
Bei den Mittelmeerspielen 2013 wurden im Badminton vom 25. bis zum 30. Juni in Mersin vier Wettbewerbe ausgetragen.

## Sieger und Platzierte
| Disziplin    | Gold                                 | Silber                       | Bronze                               |
| ------------ | ------------------------------------ | ---------------------------- | ------------------------------------ |
| Herreneinzel | Brice Leverdez                       | Pablo Abián                  | Matthieu Lo Ying Ping                |
| Dameneinzel  | Neslihan Yiğit                       | Özge Bayrak                  | Maja Tvrdy                           |
| Herrendoppel | Zvonimir Đurkinjak Zvonimir Hölbling | Emre Arslan Hüseyin Oruç     | Baptiste Carême Gaëtan Mittelheisser |
| Damendoppel  | Neslihan Yiğit Özge Bayrak           | Émilie Lefel Audrey Fontaine | Maja Tvrdy Nika Končut               |

## Medaillenspiegel
| Platz  | Land       | Gold | Silber | Bronze | Gesamt |
| ------ | ---------- | ---- | ------ | ------ | ------ |
| 1      | Türkei     | 2    | 2      | 0      | 4      |
| 2      | Frankreich | 1    | 1      | 2      | 4      |
| 3      | Kroatien   | 1    | 0      | 0      | 1      |
| 4      | Spanien    | 0    | 1      | 0      | 1      |
| 5      | Slowenien  | 0    | 0      | 2      | 2      |
| Gesamt | Gesamt     | 4    | 4      | 4      | 12     |